# Maizeroy
Maizeroy – miejscowość i gmina we Francji, w regionie Grand Est, w departamencie Mozela.
Według danych na rok 1990 gminę zamieszkiwało 215 osób, a gęstość zaludnienia wynosiła 25 osób/km² (wśród 2335 gmin Lotaryngii Maizeroy plasuje się na 830. miejscu pod względem liczby ludności, natomiast pod względem powierzchni na miejscu 701.).